# Claire McDowell
Claire McDowell (2 de noviembre de 1877-23 de octubre de 1966) fue una actriz cinematográfica de nacionalidad estadounidense, activa en la época del cine mudo. 

## Biografía
Nacida en Nueva York, actuó en un total de más de 350 filmes desde 1908 a 1945. Se inició en el mundo del cine en 1908, a los 31 años de edad, con la compañía Biograph bajo la dirección de D. W. Griffith. Pasado un tiempo se hizo actriz de carácter, interpretando a menudo papeles de madre. Así, fue la madre de Lolita en The Mark of Zorro (1920) y la madre del protagonista en Ben-Hur y El gran desfile (ambas de 1925). 
Claire McDowell falleció en Hollywood, California, en 1966, a los 88 años de edad. Fue enterrada en el Cementerio Valhalla de Los Ángeles. Había estado casada con el actor de carácter del cine mudo Charles Hill Mailes, desde 1906 a 1937, año de la muerte de él. La pareja actuó junta en numerosas películas, entre ellas The Mark of Zorro. Tuvieron dos hijos, Robert y Eugene.

## Selección de su filmografía
| - The Devil, de David W. Griffith (1908) - The Planter's Wife, de David W. Griffith (1908)) - The Call of the Wild, de David W. Griffith (1908) - His Last Burglary, de D. W. Griffith (1910) - Love Among the Roses, de D. W. Griffith (1910) - A Flash of Light, de D. W. Griffith (1910) - The Usurer, de D. W. Griffith (1910) - Wilful Peggy, de D.W. Griffith (1910) - Muggsy Becomes a Hero, de Frank Powell (1910) - A Summer Idyll, de David W. Griffith (1910) - A Mohawk's Way, de David W. Griffith (1910) - The Oath and the Man, de David W. Griffith (1910) - Rose O'Salem Town, de David W. Griffith (1910) - The Iconoclast, de David W. Griffith (1910) - How Hubby Got a Raise, de Frank Powell (1910) - A Lucky Toothache, de Frank Powell (1910) - The Message of the Violin, de David W. Griffith (1910) - Two Little Waifs, de David W. Griffith (1910) - Waiter No. 5, de D. W. Griffith (1910) - The Fugitive, de D. W. Griffith (1910) - Simple Charity, de D. W. Griffith (1910) - His New Lid, de D. W. Griffith y Frank Powell (1910) - A Child's Stratagem, de D. W. Griffith (1910) - Happy Jack, a Hero, de Frank Powell (1910) - The Golden Supper, de David W. Griffith (1910) - His Sister-In-Law, de D. W. Griffith (1910) - The Recreation of an Heiress, de Frank Powell (1910) - The Italian Barber, de D. W. Griffith (1911) - His Trust, de D. W. Griffith (1911) - His Trust Fulfilled, de D. W. Griffith (1911) - Fate's Turning, de D. W. Griffith (1911) - Three Sisters, de David W. Griffith (1911) - What Shall We Do with Our Old?, de D. W. Griffith (1911) - Fisher Folks, de D. W. Griffith (1911) - A Decree of Destiny, de D. W. Griffith (1911) - Conscience, de D. W. Griffith (1911) - Cured, de Frank Powell (1911) - The Spanish Gypsy, de D. W. Griffith (1911) - The Broken Cross, de D. W. Griffith (1911) - The Chief's Daughter, de D. W. Griffith (1911) - Misplaced Jealousy, de Mack Sennett (1911) - In the Days of '49, de David W. Griffith (1911) - The Manicure Lady, de Mack Sennett (1911) - The Crooked Road, de D. W. Griffith (1911) - A Romany Tragedy, de D. W. Griffith (1911) - The Primal Call, de D. W. Griffith (1911) - A Country Cupid, de David W. Griffith (1911) - The Ruling Passion, de D. W. Griffith (1911) - The Sorrowful Example, de D. W. Griffith (1911) - Swords and Hearts, de D. W. Griffith (1911) - The Squaw's Love, de D. W. Griffith (1911) - The Making of a Man, de David W. Griffith (1911) - The Unveiling, de D. W. Griffith (1911) - The Adventures of Billy, de D. W. Griffith (1911) - The Long Road, de D.W. Griffith (1911) - A Woman Scorned, de D.W. Griffith (1911) - The Failure, de D.W. Griffith (1911) | - As in a Looking Glass, de David W. Griffith (1911) - The Baby and the Stork, de D. W. Griffith y Frank Powell (1912) - A Blot on the 'Scutcheon, de D. W. Griffith (1912) - Billy's Stratagem, de D. W. Griffith (1912) - Under Burning Skies, de D. W. Griffith (1912) - The Sunbeam, de D. W. Griffith (1912) - A String of Pearls, de D.W. Griffith (1912) - Iola's Promise, de D. W. Griffith (1912) - The Female of the Species, de D. W. Griffith (1912) - The Leading Man, de Mack Sennett (1912) - The Fickle Spaniard, de Dell Henderson y Mack Sennett (1912) - The New York Hat, de D. W. Griffith (1912) - The God Within, de David W. Griffith (1912) - The Wrong Bottle, de Anthony O'Sullivan (1913) - The Stolen Bride, de Anthony O'Sullivan (1913) - The Fatal Wedding, de Lawrence Marston (1914) - Eyes of the Soul, de Travers Vale (1915) - Merry Mary (1916) - The Lady from the Sea, de Raymond B. West (1916) - The Caravan, de Raymond Wells (1916) - Husks of Love, de William V. Mong (1916) - Somewhere on the Battle Field, de Hobart Henley (1916) - Sea Mates, de Francis Powers (1916) - A Stranger from Somewhere, de William Worthington (1916) - Mixed Blood, de Charles Swickard (1916) - The Right to Be Happy - Avarice - The Rented Man - The Gates of Doom, de Charles Swickard (1917) - The Bronze Bride - The Pace That Kills - Doomed - The Black Mantilla - A Romany Rose, de Marshall Stedman (1917) - Captain of His Soul, de Gilbert P. Hamilton (1918) - Midsummer Madness, de William C. de Mille (1920) - Something to Think About, de Cecil B. DeMille (1920) - What Every Woman Knows, de William C. de Mille (1921) - Penrod, de Marshall Neilan (1922) - The Ragged Heiress, de Harry Beaumont (1922) - The Lying Truth, de Marion Fairfax (1922) - In the Name of the Law, de Emory Johnson (1922) - Nice People, de William C. de Mille (1922) - Heart's Haven, de Benjamin B. Hampton (1922) - Quincy Adams Sawyer, de Clarence G. Badger (1922) - Circus Days, de Edward F. Cline (1923) - Ashes of Vengeance, de Frank Lloyd (1923) - Ponjola, de Donald Crisp (1923) - Rent Free, de Howard Higgin (1922) - Enemies of Children, de Lillian Ducey y John M. Voshell (1923) - Black Oxen, de Frank Lloyd (1923) - El gran desfile, de King Vidor (1925) - Tillie the Toiler, de Hobart Henley (1927) - The Viking, de Roy William Neill (1928) - Mothers Cry, de Hobart Henley (1930) - Idiot's Delight, de Clarence Brown (1939) |